# Metaseiulus gramina
Metaseiulus gramina är en spindeldjursart som först beskrevs av James P. Tuttle och Muma 1973.  Metaseiulus gramina ingår i släktet Metaseiulus och familjen Phytoseiidae. Inga underarter finns listade i Catalogue of Life.